# Marita inornata
Marita inornata é uma espécie de gastrópode do gênero Marita, pertencente a família Mangeliidae.